# Propolis
Propolis (fra græsk: πρόπολις, propolis, "forstad") fremstilles af honningbier til tætning af boet, til indskrænkning af indgangshullet (heraf navnet) og formentlig også til forebyggelse af sygdomme, da propolis er bakteriedræbende.
Propolis er en gylden-brun stærkt klæbende substans. Hovedbestanddelen er harpiks, som bierne samler fra nåletræer og løvtræers bladknopper.
At fremstilling af propolis er stærkt arbejdskrævende illustreres af, at det tager en halv time for bier i stadet at rense en harpikssamlende bi for harpiks.
Propolis indsamles og anvendes i en række helseprodukter.